# Carinoscapula
Carinoscapula  (лат.) — род прыгающих насекомых из семейства цикадок (Cicadellidae). Южная Америка. Длина 8,4-8,9 мм (самки крупнее). Общая окраска коричневая с чёрными отметинами. Голова уже пронотума. Эдеагус трубчатый с 1-2 шипиками и с треугольным вентральным выступом или суббазальным килем. Сходны по габитусу с Boliviela, отличаясь деталями строения гениталий. Род включают в состав подсемейства Coelidiinae.
- Carinoscapula bispinosa (Nielson, 1988) — Перу, Колумбия 
  - =Boliviela bispinosa Nielson, 1988
- Carinoscapula sarcula (Nielson, 1992) — Колумбияtypus
  - =Boliviela sarcula Nielson, 1992